# 너도 평범하지 않아
《너도 평범하지 않아》(일본어: まともじゃないのは君も一緒)는 2021년 개봉한 일본의 코미디 로맨스 영화다.
대한민국에는 2022년 4월 14일 개봉했다.

## 출연진

### 주연
- 나리타 료 - 오노 야스오미 역
- 키요하라 카야 - 아키모토 카스미 역

### 조연
- 야마야 카스미 - 키미시마 아야카 역
- 쿠라 유키 - 야나기 유스케 역
- 이즈미 리카 - 토카와 미나코 역
- 고이즈미 코타로 - 미야모토 이사오 역
- 오타니 마이